# Parafia św. Marcina Biskupa w Paczynie

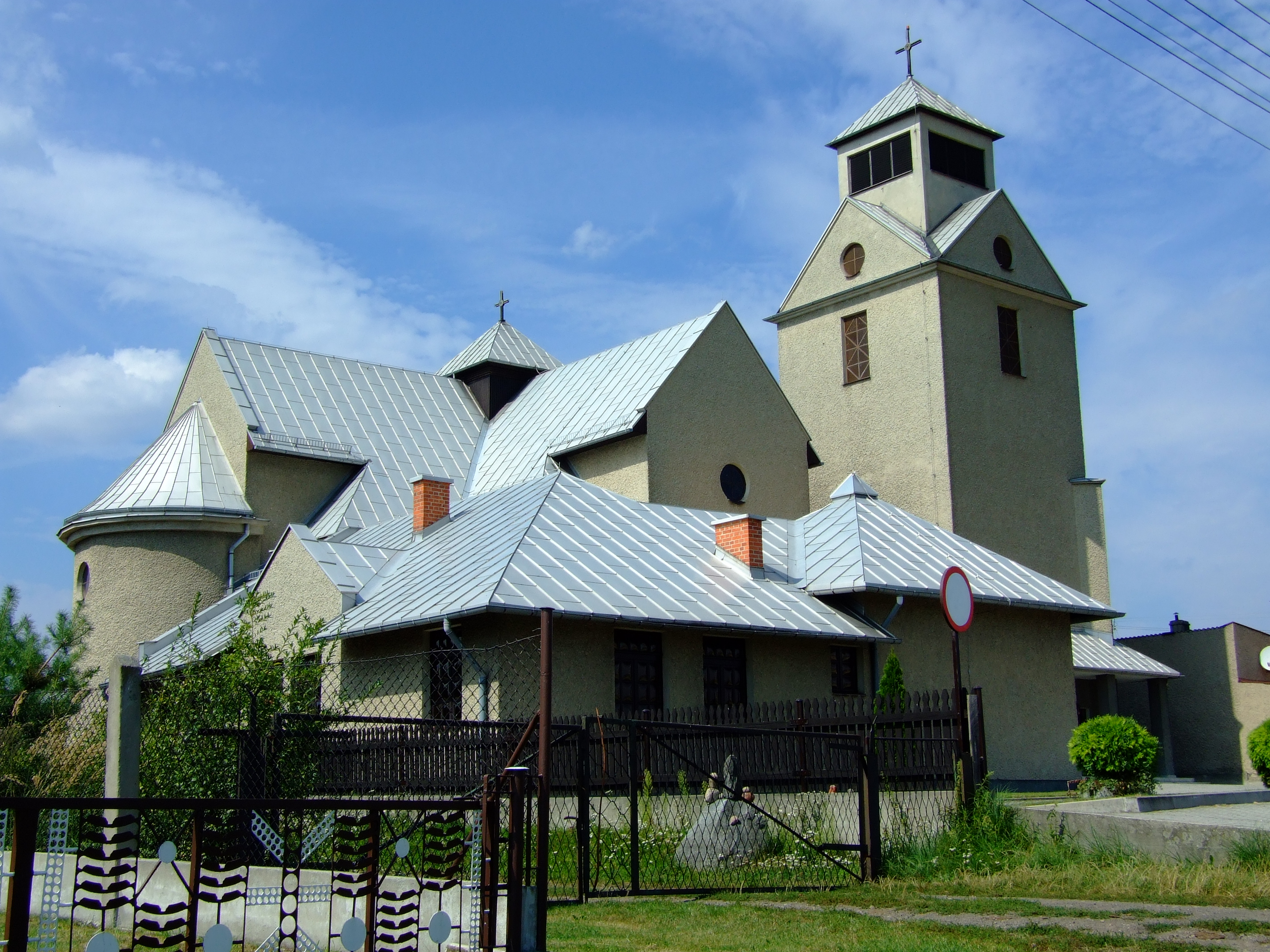
Kościół filialny w Bycinie

Parafia św. Marcina Biskupa w Paczynie – rzymskokatolicka parafia należąca do diecezji gliwickiej (dekanat Pławniowice). Prowadzą ją ojcowie klaretyni.

## Zasięg parafii
- Paczyna: Astrów, Klasztorna, Kwiatowa, Leśna, Leśniczówka, Ogrodowa, Plac Drzewny, Różana, Szeroka, Wiejska
- Bycina: Kasztanowa, Klubowa, Leśna, Parkowa, Polna, Pyskowicka, Rolnicza, Słoneczna, Strażacka, Szkolna, Wąska, Zamkowa, Boczna
- Paczynka: Polna
- Wrzosy: Wrzosy 1-7a

## Proboszczowie
- o. Kristof Mento - (1679-1702)
- o. Wojciech Klosetiusz - (1702-1715)
- o. Ignacy Alter - (1715-1737)
- o. Jakub Wilczek - (1737-1738)
- o. Georg Tischner - (1738-1740)
- o. Szymon Chrobok - (1740-1746)
- o. Jerzy Teichmann - (1746-1771)
- o. Jerzy Zwoliński -  (1771-1783)
- o. Jan Schneider - (1783-1831)
- o. Jan Mentsch - (1831-1840)
- o. Jan Dworczyk - (1840-1843)
- o. Augustyn Breitscheidel - (1843-1855)
- o. Józef Consolik - (1855-1861)
- o. Walenty Spyra - (1861-1866)
- o. Józef Sobel - (1886-1909)
- o. Karol Schittko - (1909-1949)
- o. Wilhelm Rudner - (1949-1949)
- o. Jan Hollik CMF - (1949-1972)
- o. Jan Buhl CMF - (1972-1979)
- o. Piotr Morciniec CMF - (1979-1990)
- o. Piotr Żok CMF - (1990-2000)
- o. Krzysztof Sikora CMF - (2000-2004)
- o. Grzegorz Wrodarczyk CMF - (2004-2016)
- o. Mieczysław Jóźwiak CMF - (2016-2024)
- o. Tomasz Polak CMF - (2024-)

## Grupy działające w parafii
- Ministranci
- Dzieci Maryi (Niepokalanki)

## Zgromadzenia zakonne
Zgromadzenie Misjonarzy Klaretynów – CMF

## Kościoły i kaplice mszalne
- Kościół pod wezwaniem św. Marcina Biskupa w Paczynie (kościół parafialny)
- Kościół pod wezwaniem Świętej Trójcy w Bycinie (kościół filialny)

## Cmentarze
- Cmentarz parafialny przy ul. Wiejskiej 86 w Paczynie
- Cmentarz parafialny przy ul. Szkolnej w Bycinie

## Księgi metrykalne
Parafia prowadzi księgi ślubów od 1765 roku, chrztów i zgonów od 1800 roku.